# Великий Горганський мур
Велика Горганська стіна або Великий Горганський мур  — оборонна лінія Сасанідської доби, розташована поблизу сучасного Ґорґану в провінції Голестан на північному сході Ірану, на південно-східному березі Каспійського моря. 
Західний кінець муру знаходиться біля залишків форту за координатами: 37°08′23″ пн. ш. 54°10′44″ сх. д. / 37.13981° пн. ш. 54.1788733° сх. д.; східний кінець муру, поблизу міста Пішкамар, знаходиться біля залишків форту за координатами:
37°31′14″ пн. ш. 55°34′37″ сх. д. / 37.5206739° пн. ш. 55.5770498° сх. д..
 
Координати заголовку вказують на розташування залишків форту посередині муру.
Мур розташовано на звуженні між Каспійським морем і горами північно-східного Ірану. 
Це одна з кількох Каспійських брам у східній частині регіону, відомого в давнину як Гірканія, на шляху кочівників із північних степів до центру Ірану. 
Ймовірно мур захищав імперію Сасанідів на півдні від народів на півночі 
, 
— білих гунів. 
У своїй книзі «Імперії та мури» Чаїчян (2014) ставить під сумнів достовірність цієї інтерпретації, використовуючи історичні докази потенційних військово-політичних загроз у регіоні, а також економічну географію околиць Горганського муру. 

Його описують як «одну з найамбітніших і найскладніших прикордонних мурів», будь-коли побудованих у світі, 

і як найважливішу з сасанідських оборонних укріплень . 

Мур має довжину 195 км і ширину 6–10 м 

та понад 30 фортець , розташованих з інтервалами від 10 до 50 км. Її перевершують лише Великий китайський мур та Чхоллі чонсон (у сучасній Північній Кореї) як найдовшу односегментну споруду та найдовший оборонний мур з існуючих.

## Назва
Серед археологів мур також відомий як «Червона змія» (туркм. Qizil Alan) через колір її цегли. 
У перській мові мур має назву «межа Александра» (перс. سد اسکندر Sadd-i-Iskandar) або «мур Александра», оскільки перші мусульмани вважали, що Александр Македонський пройшов через Каспійську браму під час свого походу на Гірканію та на схід. 
Також відомий як «Межа Ануширван» (перс. سد انوشیروان Sadd-i Anushiravan) та «Межа Фіруз/Піруз»  (перс. سد پیروز), і офіційно згадується як «оборонний Горганський мур» (перс. دیوار دفاعی گرگان). 

## Опис
Мур має 195 км завдовжки та 6–10 м завширшки 

та понад 30 фортець з інтервалом 10-50 км. 

Побудований з саману, обпаленої цегли, гіпсу та розчину. 
Глина також використовувалася в ранній парфянський період. 
Саман використовували в ранній парфянський період при будівництві фортець і міст, тоді як обпалена цегла стала популярною пізніше. 
Іноді одну цеглину встановлювали вертикально, а зверху і знизу клали два горизонтальних ряди цегли. 
Розміри саману або обпаленої цегли відрізняються, але загалом стандартним був розмір 40 × 40 × 10 см. 

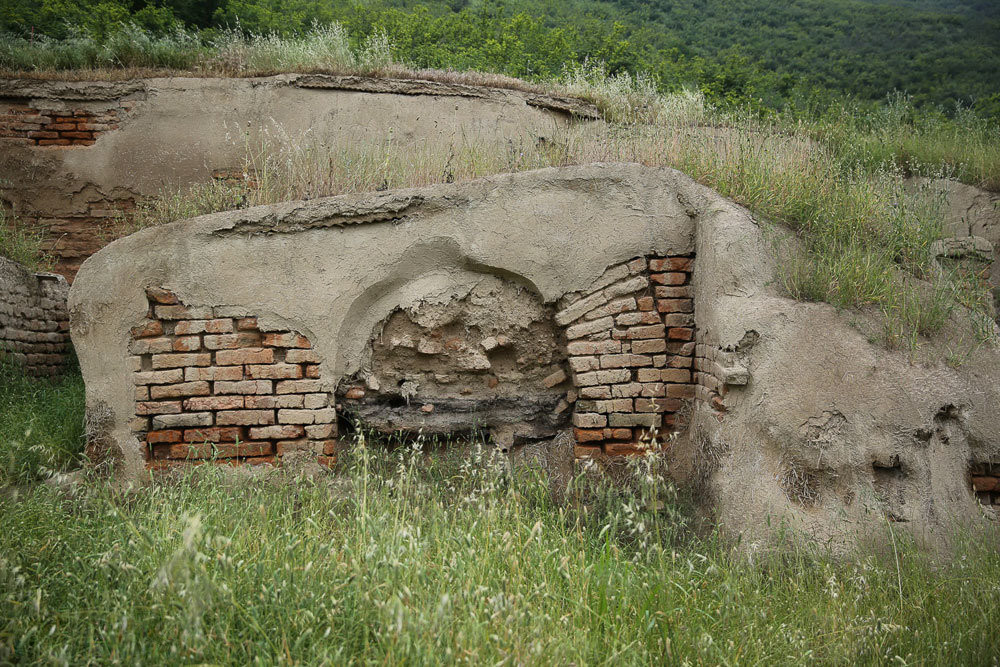

Обпалена цегла виготовлялася з місцевого лесового ґрунту та випалювалася в печах уздовж муру. 

Мур починається від узбережжя Каспійського моря, огинає з півночі Ґонбад-е-Кабус, продовжується на північний схід і зникає в горах Пішкамар. 
Мур прямує трохи на північ від місцевої річки та має 5-метровий рів, яким тече вода вздовж більшої частини муру. 

У 1999 році було проведено логістичне археологічне дослідження щодо муру через проблеми в проектах розвитку, особливо під час будівництва греблі Голестан, яка зрошує всі території, де споруджено мур. 
У місцях перетину мура і дренажного каналу будівничі виявили залишки Великого Горганського муру. 
40 ідентифікованих фортець різняться за розмірами та формою, але більшість із них є квадратними фортецями, побудованими з тієї ж цегли, що й власне мур, і в той самий період. 

Через багато труднощів у розвитку та сільськогосподарських проектах археологам було доручено позначити межі історичної знахідки через укладання цементних блоків.
Більший за Адріанів вал та вал Антоніна разом узяті (дві окремі споруди в Британії, які позначили північні межі Римської імперії), її називають найбільшою пам’яткою такого роду між Європою та Китаєм .

## Дослідження
Доктор Кіані, який очолював археологічну групу в 1971 році, вважав, що мур був побудований за часів Парфянської імперії (247 р. до Р. Х. – 224 р. по Р. Х.) та був реконструйований та відновлений в епоху Сасанідів (III-VII ст. по Р. Х.). 

У 2005 році команда розкопала зразки деревного вугілля з багатьох цегельних печей уздовж стіни, а також зразки із Горганського муру і меншого муру Тамміше (розташування затонулого форту на північному кінці: 36°48.595′ пн. ш. 54°1.234′ сх. д. / 36.809917° пн. ш. 54.020567° сх. д.). 
Оптичне і радіовуглецеве датування вказали на дату побудови обох мурів кінець V або VI ст по Р. Х. 

Ці дати свідчать про те, що чинний мур, принаймні, є сасанідським, а не парфянським, і що нинішня споруда ще не існувала приблизно 800 років до того, за часів Александра Македонського (помер у 323 р. до Р. Х.). 
Якщо Александр натрапив на мур у цьому місці, це був попередник сьогоденного муру.
Якщо ми припустимо, що форти були зайняті так само щільно, як ті, що на стіні Адріана, то гарнізон на стіні Ґорґан мав би становити близько 30 000 чоловік. Моделі, враховуючи розмір і кількість кімнат казарм у фортах Стіни Ґорґан та ймовірну щільність заселення, дають цифри від 15 000 до 36 000 солдатів. Навіть найнижча оцінка вказує на наявність сильної та могутньої армії, тим більше, що наші дослідження зосереджені лише на 200 км вразливого кордону, невеликій частині тисяч кілометрів кордонів однієї з найбільших імперій стародавнього світу. 

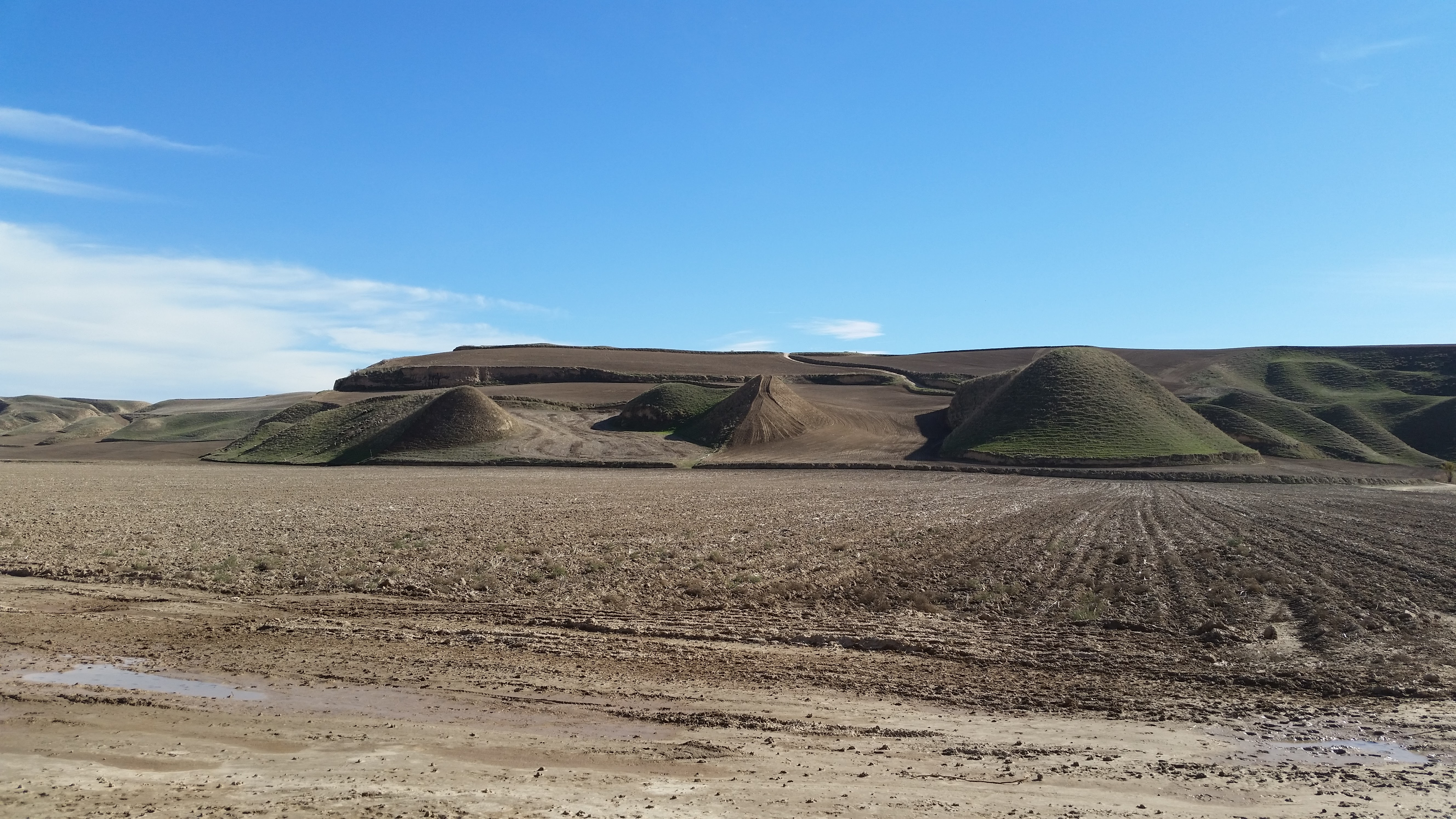
Великий Горганський мур

## Дербент, Каспійська брама
Подібний Сасанідський оборонний мур та укріплення розташовані на протилежному, західному березі Каспійського моря в порту Дербент, у Республіці Дагестан, Росія. 
Там залишки лінії укріплень прямують приблизно на 3 км від берега Каспійського моря (42°03′46″ пн. ш. 48°18′26″ сх. д. / 42.062643° пн. ш. 48.307185° сх. д.) до місця, яке сьогодні є надзвичайно добре збереженим Сасанідським фортом 
(42°03′10″ пн. ш. 48°16′27″ сх. д. / 42.052840° пн. ш. 48.274230° сх. д.)
у передгір'ях Кавказу.
Дербент і його Каспійська брама знаходяться на заході історичної області Гірканія. 
У той час як укріплення та мури на східному березі Каспійського моря залишалися невідомими для греко-римських істориків.